# ازکیل آویلا
ازکیل آویلا (انگلیسی: Ezequiel Ávila؛ زادهٔ ۶ فوریهٔ ۱۹۹۴) بازیکن فوتبال اهل آرژانتین است که در پست مهاجم برای باشگاه اسپانیایی اوساسونا بازی می‌کند.